# Chi Mèo túi
 Mèo túi (danh pháp khoa học: Dasyurus) hay còn gọi là Quoll hoặc Cầy túi là một loài thú có túi ăn thịt bản địa của lục địa Úc, New Guinea và Tasmania. Nó chủ yếu săn mồi về đêm và dành hầu hết thời gian ban ngày trong hang. Có 6 loài quoll, bốn loài được tìm thấy ở Australia và hai ở New Guinea. Hai loài khác được biết đến từ các hóa thạch còn lại trong trầm tích Pliocen và Pleistocen ở Queensland. Bằng chứng di truyền chỉ ra rằng các loài mèo túi phát triển khoảng 15 triệu năm trước trong kỷ Miocen, và rằng tổ tiên của sáu loài đã tách ra từ khoảng 4 triệu năm trước. Các loài mèo túi có trọng lượng và kích thước khác nhau, từ 300 gram đến 7 kg. Chúng có bộ lông màu nâu hoặc đen và một cái mũi màu hồng. Răng hàm và răng nanh của chúng rất khỏe. Chúng có lối sống đơn độc nhưng đến với nhau trong mùa giao phối (mùa đông).
Mèo túi ăn động vật nhỏ như thỏ, chim nhỏ, thằn lằn và côn trùng. Tuổi thọ tự nhiên của nó là từ 2 đến 5 năm. Mặc dù chủ yếu sống trên mặt đất, chúng cũng leo trèo trên cây rất tài. Số lượng tất cả các loài đã giảm đáng kể kể từ khi Úc bị chiếm làm thuộc địa châu Âu, và loài Mèo túi phía Đông (D. viverrinus), đã tuyệt chủng trên lục địa Úc, bây giờ chỉ được tìm thấy ở Tasmania. Mối đe dọa lớn đối với sự sống còn của chúng bao gồm cóc mía, động vật ăn thịt, sự phát triển đô thị và mồi nhử chất độc. Nỗ lực bảo tồn bao gồm cả các chương trình chăn nuôi trong điều kiện nuôi nhốt.

## Phân loại
Chi Dasyurus bao gồm sáu loài quoll:
- Mèo túi da đồng (Dasyurus spartacus) là loài Mèo túi được tìm thấy ở phần phía nam của New Guinea ở phía nam của sông Fly được cho rằng có liên quan đến Mèo túi phía Tây, mà tổ tiên của chúng phân chia ra cùng với sự tách biệt của các vùng đất.
- Mèo túi phía Tây (Dasyurus geoffroii) bị hạn chế trong rừng Jarrah và Wheatbelt miền Trung và Nam Úc. Người ta tin rằng Mèo túi phía Tây đã từng chiếm lĩnh 70% của Úc, nhưng vì sự hiện diện của cóc mía, kẻ thù, sự phá hủy môi trường sống và bả chất độc, chúng bây giờ là hiếm hơn.
- Mèo túi New Guinea (Dasyurus albopunctatus) được tìm ở New Guinea. Nó có xu hướng sống ở độ cao khoảng 1.000 mét, và không thấy ở vùng đất thấp phía tây nam, mặc dù nó có thể được tìm thấy trên đảo Yapen.
- Mèo túi phía Đông (Dasyurus viverrinus) hiện được coi là tuyệt chủng trên lục địa Úc, nhưng vẫn còn nhiều ở đảo Tasmania, nơi nó có thể được tìm thấy trong rừng nhiệt đới, rừng thạch nam, rừng thông, và cây bụi. Nó có thể được tìm thấy ở gần trang trại khi nó kiếm ăn trên đồng cỏ. Mèo túi phía đông cũng có thể được nhìn thấy trong Vườn quốc gia Mount Field.
- Mèo túi hổ hoặc Mèo túi đốm (D. maculatus), sống ở đông nam nước Úc. Nó có xu hướng thích các hang đá hơn hang làm từ gỗ. Đây là loài có kích thước lớn nhất trong số các loài Mèo túi.
- Mèo túi phía Bắc (Dasyurus hallucatus) có thể được tìm thấy ở một phần ba phía bắc của Úc một thế kỷ trước. Hiện nay, nó nằm trong khu vực núi đá cao và các khu vực có lượng mưa lớn. Mèo túi phía bắc còn nhiều trên các đảo nhỏ xung quanh miền bắc Australia. Năm 2003, Mèo túi phía Bắc đã được chuyển đến đảo Astell và Pobassoo vì lý do bảo tồn. Phân tích di truyền chỉ ra nó là nhánh đầu tiên từ tổ tiên của quolls khác.

## Miêu tả
Con trưởng thành từ dài 25 đến 75 cm, với đuôi khoảng 20 đến 35 cm. Lông của chúng có màu nâu hoặc đen, với một số biến thể màu sắc ở giữa. Chúng có một cái mũi màu hồng sáng và mõm dài. Tuổi thọ tự nhiên của chúng là từ hai đến năm năm, các loài lớn hơn có xu hướng sống lâu hơn. Quoll là loài sống đơn độc, chủ yếu sống về đêm. Chúng có trọng lượng khác nhau rất nhiều tùy thuộc vào loài. Các loài Mèo túi phía Tây (D. geoffroii) và phía Đông (D. viverrinus) nặng khoảng 1,3 kg với con đực và 0,9 kg với con cái. Loài Mèo túi hổ (D. maculatus) là loài lớn nhất, với con đực nặng khoảng 7 kg và con cái 4 kg. Loài Mèo túi phía Bắc là nhỏ nhất, con đực nặng trung bình 400 đến 900 gram, và con cái 300 đến 500 gram.

## Phân bố
Mèo túi là loài bản địa của lục địa Úc, New Guinea, và Tasmania. Sáu loài đã từng phân bố rộng rãi trên các vùng đất, nhưng bây giờ bị giới hạn chỉ ở một vài khu vực. Mặc dù chủ yếu sống ở mặt đất, chi này đã phát triển các đặc tính sống trên cây. Mỗi loài mèo túi sống tại các khu vực địa lý khác nhau. Các loài Mèo túi hổ và Mèo túi phía đông chỉ sống trong môi trường ẩm ướt. Loài Mèo túi phía Tây cũng sống ở môi trường ẩm ướt, nhưng đã thích nghi với vùng khô hạn trong nội địa Úc, trong khi loài Mèo túi phía Bắc sống ở môi trường nhiệt đới có lượng mưa lớn.

## Lối sống
Mèo túi là thú có túi ăn thịt. Nó chủ yếu hoạt động vào ban đêm, ngủ trong các khúc gỗ rỗng hoặc các hang đá vào ban ngày và ra ngoài để đi săn vào ban đêm, mặc dù trong những dịp hiếm hoi nó cũng tìm kiếm con mồi vào ban ngày. Nó chủ yếu là sống mặt đất ở, nhưng không khó nhìn thấy một con đang leo lên trên cây. Mèo túi đánh dấu một số cây số lãnh thổ từ hang của nó. Lãnh thổ của con đực thường chồng chéo lên nhiều vùng lãnh thổ của con cái và các con đực và cái chi gặp nhau khi giao phối. Chúng có các khu vực vệ sinh chung, thường là trên một bãi đất lồi được sử dụng để đánh dấu lãnh thổ và các chức năng xã hội. Chúng là sinh vật sống đơn độc, ít tiếp xúc với cá thể khác.

## Thức ăn
Mèo túi chủ yếu ăn thịt; các loài nhỏ hơn chủ yếu ăn côn trùng, chim, ếch nhái, thằn lằn và trái cây, các loài lớn hơn ăn thịt chim, bò sát, và các động vật có vú, bao gồm cả thú lông nhím và thú có túi. Chế độ ăn uống của Mèo túi hổ chủ yếu là động vật có vú như thú có túi, thỏ và thỏ rừng. Thức ăn có thể thay đổi tùy thuộc vào sự sẵn có của con mồi như sau khi cháy rừng, có thể bao gồm xác thối. Chúng săn mồi bằng cách rình mồi. Tùy thuộc vào kích thước của con mồi, mèo túi có thể nhảy hoặc vồ xuống con mồi. Với con mồi nhỏ chúng giữ trong bàn chân bằng móng vuốt, còn con mồi lớn hơn chúng nhảy lên, giữ chặt con mồi bằng móng vuốt và cắn vào cổ. Mèo túi có thể lấy lượng nước cần thiết từ thức ăn, giúp nó khá thích nghi trong thời gian hạn hán hoặc thiếu nước.

## Sinh sản
Giao phối diễn ra trong những tháng mùa đông. Đây là loài có quá trình giao phối bạo lực nhất, đặc biệt là từ con đực. Các con đực sẽ cố gắng để giao phối với càng nhiều con cái càng tốt, ngoạm vào cổ con cái và kéo chúng ra để giao phối. Mỗi lần giao phối trung bình kéo dài ba tiếng đồng hồ nhưng cũng có thể kéo dài đến một ngày. Đó là bởi các con đực không phóng nhiều tinh trùng tại một thời điểm, vì vậy chúng phải xuất tinh nhiều lần để đảm bảo tinh trùng kết hợp được với trứng. Những con quoll đực rất bạo lực và tàn nhẫn. Trong thực tế, chúng luôn cắn, cào và gào rít trong suốt quá trình giao phối, nhiều con cái có thể bị chết do đuối sức. Ở một số trường hợp đặc biệt, do mất khá nhiều năng lượng nên chúng sẽ yếu dần, bắt đầu bị hói và chết chỉ trong vòng một vài tuần sau quá trình giao phối hung hăng của mình.
Khi một con cái đã được mang thai, những nếp gấp trên bụng nó biến đổi thành một cái túi mở ra ở phía sau. Thời kỳ mang thai là 21 ngày. Con mới sinh, có kích thước bằng một hạt gạo. 18 con được sinh ra trong mỗi lứa, nhưng chỉ có sáu tồn tại trong hai tuần đầu tiên do con mẹ chỉ có sáu núm vú. Những con sống sót được nuôi trong túi của mẹ trong tám tuần, bú vào một trong sáu núm vú sữa của mẹ chúng. Từ tuần thứ 9 các con non đã có thể đi ra khỏi túi của mẹ chúng, nhưng chúng vẫn còn ở trong đó sáu tuần nữa. Chúng đạt đến trưởng thành khi một tuổi, và có tuổi thọ tự nhiên từ hai đến năm năm.

## Các mối đe dọa
Cóc mía được đưa vào Queensland vào năm 1935, và đã phát triển số lượng theo cấp số nhân. Những con cóc độc gây ra một mối đe dọa đáng kể cho Mèo túi phía bắc, do có thể chết sau khi ăn chúng. Cóc mía cũng có thể bắn nọc độc làm mù các con vật khác. Cóc mía được đánh giá là mối đe dọa lớn đối với sự sống còn của mèo túi.
Động vật ăn thịt như cáo và mèo là 2 loài cạnh tranh con mồi với các loài mèo túi. Ví dụ, cả mèo túi và cáo bắt và tiêu thụ thỏ. Kể từ khi có cáo, số lượng thỏ đã giảm đáng kể. Cáo đã bị xóa bỏ khỏi nhiều hòn đảo ngoài khơi bờ biển của Úc để bảo vệ mèo túi.
Mèo túi chịu sự ảnh hưởng nặng nề từ đô thị hóa, phát triển nhà ở, khai thác mỏ, và mở rộng đất nông nghiệp. Môi trường sống cũng bị phá hủy bởi các động vật ăn cỏ lớn chà đạp cỏ và phát triển quá mức, làm cho chúng không thể ngụy trang. Cháy rừng và cỏ dại cũng góp phần vào việc phá hủy môi trường sống.
Chất độc Monofluoroacetate natri thường được sử dụng ở Úc để kiểm soát các loài gây hại như thỏ châu Âu, cáo, động vật ăn thịt hoang dã, và chó hoang như chó dingo. Nó được chế biến thành thịt và được đưa vào tự nhiên để cho các loài động vật ăn. Chất độc cực kỳ độc hại đối với con chó hoang dã và các loài gây hại khác, nhưng ít hơn đáng kể đối với mèo túi. Một cá thể mèo túi lớn sẽ không có tác động xấu từ việc ăn một miếng thịt có chứa natri monofluroacetate, nhưng sẽ tệ hơn nếu nó ăn nhiều hơn trong một khoảng thời gian ngắn. Một miếng thịt có thể gây tử vong cho con cái và con non. Tuy nhiên, nhiều người tin rằng số lượng mèo túi được bảo vệ khỏi các kẻ thù săn mồi là nhiều hơn so với những cá thể ăn các chất độc và chết.